# 宇文直
宇文 直（うぶん ちょく、? - 574年）は、北周の皇族。衛剌王。字は豆羅突。宇文泰の八男。武帝の同母弟にあたる。

## 生涯
北周の権力者で、従兄の晋公宇文護とは最初の頃は昵懇の間柄であったが、南朝陳に攻め込んだ時に敗北して官職を剥奪されたことから宇文護を憎んだ。このため、武帝に宇文護誅殺の計画を持ちかけ、武帝は宇文直や宇文神挙・王軌・宇文孝伯たちと共に密議を計った。それは572年の宇文護暗殺で結実することになる。この中で宇文直は、『酒誥』を読み上げている最中に背後から武帝に笏で殴られて昏倒している宇文護に、止めを刺すという役割を演じた。この功績により大司徒に任命され、衛国公から衛王と昇進した。しかし、浅薄で貪欲と評された宇文直は大冢宰を望んでいたのでこの人事には納得できず、思ったよりも評価されなかったことに不満を抱いたようである。仲の悪い異母兄の宇文憲を貶めるべくさんざん讒言したが、武帝が聞き入れることはなかった。
武帝が、東宮として宇文直の屋敷を召し上げた代わりに、代替の屋敷を宇文直に選ばせた。条件に合う物件がなかったので陟屺寺を所望すると何者かに「卿には子息が多い。あの寺では狭すぎはしないか」と聞かれると「わが身一つさえ、容れられないのだ。子孫のことなど、考えておられない」と答えたそうである。
武帝と共に狩りをした時、宇文直は何らかの乱行を働いたので、満座の中で武帝に鞭でぶたれた。これらの事から恨みが積み重なっていき、574年7月、武帝が都を留守にした隙をついて造反したが、たちどころに鎮圧された。8月に捕らわれの身になり、庶民に墜とされ、別宮に監禁された後に殺害された。子の宇文賀・宇文賓（宇文洛生の子の宇文菩提の養子）・宇文賽・宇文賈・宇文響・宇文秘・宇文津・宇文乾理・宇文乾璪・宇文乾琮も誅殺され、宇文直の血筋は途絶えた。没年齢は不明だが異母兄の宇文憲が544年生まれでそれ以降の誕生との推測されるために、享年は31以下とすることができる。

## 伝記資料
- 『周書』巻13 列伝第5
- 『北史』巻58 列伝第46